# Emmy Helander
Emmy Helander, född 31 juli 1885 i Stora Mellösa församling, död 30 december 1972 i Vänersborgs församling, var en svensk kvinnosakskvinna.